# Vigneux-sur-Seine
Vigneux-sur-Seine je francouzská obec v departementu Essonne v regionu Île-de-France. Leží 28 kilometrů jihovýchodně od Paříže.

## Jméno obce
Jméno obce pochází patrně z Ville nouvelle - nové město. V roce 1793 vznikla obec pod jménem Vigneux, přídomek sur-Seine byl přidán v roce 1910.

## Geografie
Sousední obce: Athis-Mons, Ablon-sur-Seine, Villeneuve-le-Roi, Villeneuve-Saint-Georges, Montgeron a Draveil.
Obcí protéká řeka Seina.

## Památky
- kostel sv. Petra z roku 1910
- neolitický menhir

## Vývoj počtu obyvatel
Počet obyvatel

## Osobnosti obce
- Charlotte Delbo, spisovatelka
- Régis Ovion, cyklista

## Doprava
Obec je dostupná autobusy a RER D. Přes její území vede dálnice A6.

## Partnerská města
- Limavady, Spojené království
- Monção, Portugalsko
- Trojan, Bulharsko